# Précision arithmétique
Pour les articles homonymes, voir Précision.
La précision d'une valeur numérique est le nombre de chiffres utilisés pour exprimer cette valeur.
- Dans les sciences dites pures, c'est le nombre total de chiffres (sans compter les éventuels zéros qui se trouvent à gauche), appelés aussi les chiffres significatifs.
- Dans d'autres domaines, cela peut indiquer le nombre de décimales (le nombre de chiffres après la virgule décimale). Cette deuxième définition est surtout utile en finance et en ingénierie, où le nombre de chiffres après la virgule a une certaine importance.

Dans ces deux cas de figure, le terme précision peut signifier la position à partir de laquelle un nombre est arrondi. Par exemple, en arithmétique à virgule flottante, le résultat est arrondi à partir d'un chiffre précis. En finance, le nombre est souvent arrondi en fonction des sous-unités. Par exemple, on calcule en dollars et en cents, les millièmes n'étant pas retenus, même s'ils servent à établir la valeur arrondie.
Pour mieux illustrer ce que signifie la précision, exprimons la valeur décimale 12,345 avec un nombre différents de chiffres. S'il n'est pas possible d'obtenir la précision voulue, alors ce nombre est arrondi avec les chiffres disponibles. La table suivante montre cette valeur exprimée avec différentes précisions (l'arrondi est par valeur inférieure).
| Précision | Arrondi à tant de chiffres significatifs | Arrondi à tant de décimales |
| --------- | ---------------------------------------- | --------------------------- |
| Cinq      | 12,345                                   | 12,34500                    |
| Quatre    | 12,34                                    | 12,3450                     |
| Trois     | 12,3                                     | 12,345                      |
| Deux      | 12                                       | 12,34                       |
| Un        | 10 ou 1·10¹                              | 12,3                        |
| Zéro      | sans objet                               | 12                          |

Cela ne revient pas au même d'écrire « 2 » et d'écrire « 2,00 ». La deuxième forme indique que l'on connaît la valeur avec une plus grande précision.
Remarque : s'il est précisé un chiffre entier avec l'adjectif « exactement », on considèrera que le chiffre est suivi d'une infinité de 0 à sa droite. Cela marche dès que le texte parle d'un nombre d'objets précis, comme 2 pommes.